# Kriegserklärung Brasiliens an Deutschland (1917)
Die Kriegserklärung Brasiliens an Deutschland erfolgte am 26. Oktober 1917 nach der Versenkung des brasilianischen Handelsschiffes Macau durch das deutsche U-Boot U 93.

## Geschichte

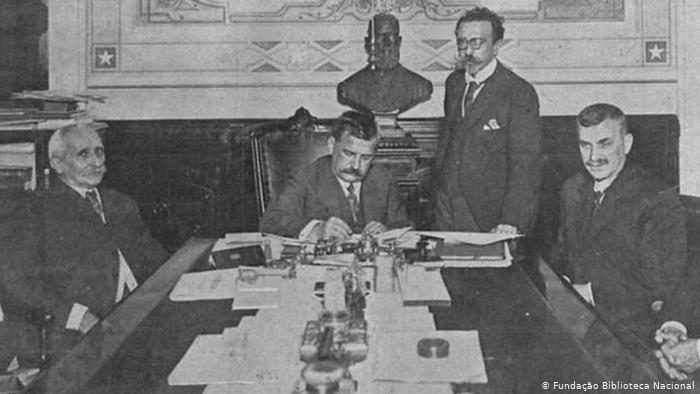
Präsident Venceslau Brás unterzeichnet die Kriegserklärung

Die deutsch-brasilianischen Beziehungen hatten sich im Verlauf des Ersten Weltkrieges verschlechtert. Dies begann mit Sabotageaktionen von Fritz Duquesne 1915/1916 und der Versenkung des brasilianischen Handelsschiffes Paraná im April 1917, nachdem Deutschland zum uneingeschränkten U-Bootkrieg gegenüber Handelsschiffen neutraler Staaten übergegangen war. Daraufhin brach Brasilien die diplomatischen Beziehungen mit Deutschland ab. 
Nachdem in der Nacht des 20. Mai 1917 mit der Tijuca ein weiteres brasilianisches Schiff versenkt wurde, gab Brasilien seine Neutralität im Krieg zwischen Deutschland und den Vereinigten Staaten auf und beschlagnahmte 46 deutsche Schiffe. 
Im Juni 1917 gab Brasilien auch seine Neutralität im Europäischen Krieg auf und begann, seine Küstenpatrouillen mit den Alliierten zu koordinieren, blieb aber weiterhin nicht kriegführend (short of war). Am 27. Juli 1917 wurde dann noch der kleine Frachter Lapa vor der spanischen Küste von einem deutschen U-Boot gestoppt und dann versenkt. Als am 18. Oktober 1917 auch noch das Handelsschiff Macau von U 93 etwa 200 Seemeilen vor Kap Finisterre versenkt wurde, erklärte Brasilien dem Deutschen Reich am 26. Oktober 1917 den Krieg.
Eine kleine brasilianische Kampfeinheit unterstützte dann die französischen Streitkräfte und eine Sanitätseinheit von weniger als hundert Personen wurde entsandt. Bedeutender war die brasilianische Unterstützung der Alliierten mit Lebensmitteln und Rohstoffen.